# 울산여자고등학교
울산여자고등학교(蔚山女子高等學校)는 대한민국 울산광역시 남구 신정동에 있는 공립 고등학교이다.

## 학교 연혁
- 1952년 5월 6일 : 개교 (6학급)
- 1954년 6월 17일 : 울산여자고등학교 6학급 인가
- 1954년 6월 20일 : 초대 김상도 교장 부임
- 1959년 1월 30일 : 울산여자병설중학교 3학급 인가
- 1970년 3월 7일 : 울산여중.고 분리
- 1971년 2월 19일 : 본교사로 이전
- 1998년 8월 13일 : 백합관 준공(체육관)
- 1999년 6월 28일 : 급식소 증축
- 2007년 2월 15일 : 학칙 개정 40학급 인가
- 2024년 3월 1일 : 제29대 주영택 교장 부임
- 2025년 2월 6일 : 제71회 졸업식(252명, 누계 28,002명)
- 2025년 3월 4일 : 제74회 입학식(266명)

## 참고 자료
- 울산여자고등학교 - 한국교육학술정보원 학교알리미